# Мо Гавдат
Мохаммед «Мо» Гавдат (араб. محمد جودت, англ. Mo Gawdat; нар. 20 червня 1967) — американський комп'ютерний науковець, підприємець та письменник. Колишній комерційний директор компанії Google X.

## Біографія

### Ранні роки
Гавдат народився в Єгипті в сім'ї інженера-будівельника та професора англійської мови. Рано виявив інтерес до технологій.

### Навчання
Мо Гавдат є інженером за освітою, а також здобув ступінь магістра ділового адміністрування в Маастрихтській школі менеджменту в Нідерландах .

### Кар'єра
Мо Гавдат має 27-річну кар'єру, починаючи в IBM в Єгипті як системний інженер, перш ніж перейти на посаду відділу продажів для уряду. Потім він переїхав до Об'єднаних Арабських Еміратів, де приєднався до NCR Corporation в Абу-Дабі, в якій займався нефінансовою діяльністю. Після приєднання до Microsoft він обіймав різні посади протягом семи з половиною років. Останньою посадою в компанії була керівник сектору комунікацій на ринках, що розвиваються.
Мо Гавдат приєднався до Google у 2007 році, щоб почати свій проект на ринках, що розвиваються. За шість років Мо Гавдат розпочав близько половини міжнародних операцій Google.
У 2013 році він приєднався до інноваційного підрозділу Google, Google X, де керував стратегією, продажами, розробкою та партнерством. Бізнес-команда під керівництвом Мо Гавдата розробила інноваційні бізнес-моделі, близькі до технологій, розроблених у Google X. Він також створив міцні партнерства та уклав контракти, що дозволило X процвітати та створювати продукти, адаптовані до реального ринку.
Окрім своєї кар'єри, Мо Гавдат є плідним підприємцем, який заснував понад 20 компаній у таких сферах, як здоров'я, фітнес, напої та нерухомість. Він був членом кількох рад директорів компаній у кількох сферах, таких як технології, охорона здоров'я, споживчі товари. Він спонсорує десятки стартапів на кількох етапах їхнього життєвого циклу.

### Особисте життя
Гавдат розлучився зі своєю дружиною Нібал, з якою він познайомився в університеті. У них є дочка Ая. Їхній син Алі помер у 2014 році, після видалення апендикса.

## Формула щастя
Мо Гавдат цікавиться філософією щастя. Він є автором книги «Формула щастя» (2017). У книзі, яка присвячена його синові Алі, який помер у 2014 році, представлено методи боротьби з розчаруванням і запобігання йому. Він черпає натхнення з кількох філософій і релігій, таких як буддизм, стоїцизм і усвідомленість.
У книзі також представлено прихильність Мо Гавдата до монотеїзму. Він закликає розумно використовувати теорію еволюції, стверджуючи, що час, необхідний для випадкових мутацій, для створення складних організмів, є занадто великим, щоб вважатися ймовірною причиною їх створення.

## Штучний інтелект
У своїй книзі «Scary Smart: The Future of Artificial Intelligence and How You Can Save Our World» (2021) та в численних інтерв'ю (зокрема, на YouTube) Мо Гавдат повторює термінові та тривожні застереження щодо штучного інтелекту.
Мо Гавдат є одним із інформаторів, які у 2020-х роках наголосили на потенційно жахливому майбутньому, пов'язаному зі штучним інтелектом, якщо він не буде швидко врегульований законодавством і етичним кодексом, адаптованим до його нових характеристик і контексту 21 століття ; етика, яку слід запровадити в усіх штучних інтелектах, перш ніж вони стануть надто потужними, щоб ними можна було керувати.
Мо Гавдат уже писав у 2021 році (ще до появи ChatGPT), що в багатьох аспектах штучний інтелект уже є більш спроможним і — своїм (штучним) способом — розумніший за людство (наприклад, штучний інтелект уже керував автомобілями краще, ніж звичайний водій-людина, і продовжував швидко навчатися. За темпами прогресу на початку 2020-х років, «Очікується, що до 2049 року він стане в мільярд разів розумнішим за людей».
«Якби Amazon був достатньо розумним, щоб знати, що я можу заплатити трохи більше за певний товар, ніж ви, а ви можете заплатити трохи більше за інший товар, ніж я, чи варто їм дозволяти використовувати ці знання для максимізації прибутку? Чи вважаємо ми це неетичним? Що, якби він використав цю форму розвідки, відстежуючи групи користувачів, щоб знищити всіх власників малого бізнесу у вашому районі? Чи вважатимемо ми це антиконкурентним? Що, якщо він ігнорує ваше приватне життя у своїй жадобі нових знань? Чи вважатимемо це порушенням прав людини? Що станеться, якби штучний інтелект вашого банку алгоритмічно дискримінував вас? Моделі та тенденції можуть свідчити про те, що люди певної етнічної приналежності, як правило, мають нижчий кредитний рейтинг і розумніше було б відмовити вам у позиці. Що сталося б, якби правоохоронні органи вирішили ускладнити моє життя через те, що хтось із кольором моєї шкіри чи моєю релігійною приналежністю вчинив злочин? Якщо ці машини спеціально розроблені для розрізнення, класифікації та категоризації, як ми можемо навчити їх цінувати рівність?»
Якщо наша поведінка, індивідуальна та колективна, щодо технологій залишиться такою ж, як і до появи штучного інтелекту 2020-х років, останній може потрапити в чужі руки, наприклад, бути поставленим виключно на службу прибутку та ефективності, або розвиватися, ігноруючи людські моральні цінності, з тривожними та далекосяжними наслідками. «Як машина дивитиметься на людську расу, якщо стане свідком того, як ми ставимося до інших видів? (…) У наших розмовах, публікаціях у соціальних мережах і статтях в основних ЗМІ ми можемо виступати проти використання ШІ для продажу, шпигування, ігор і вбивств. Ми можемо бойкотувати тих, хто створює зловісні впровадження ШІ — включаючи основних гравців соціальних мереж — не ігноруючи їх і виходячи за межі мережі, а уникаючи їхніх негативних сторін і постійно використовуючи хороші сторони».
За словами Мо Гавдата «на жаль, ми розробляємо штучний інтелект не для того, щоб думати як людина, а для того, щоб він думав як людина. Група розробників, де домінують чоловіки, будуючи майбутнє штучного інтелекту сьогодні, ймовірно, створить машини, які віддають перевагу так званим „чоловічим“ рисам», а скоріше як «економістів, керівників підприємств, солдатів, політиків і корпорацій», що стане джерелом упередженості та несправедливості.